# Kloster Prüfening

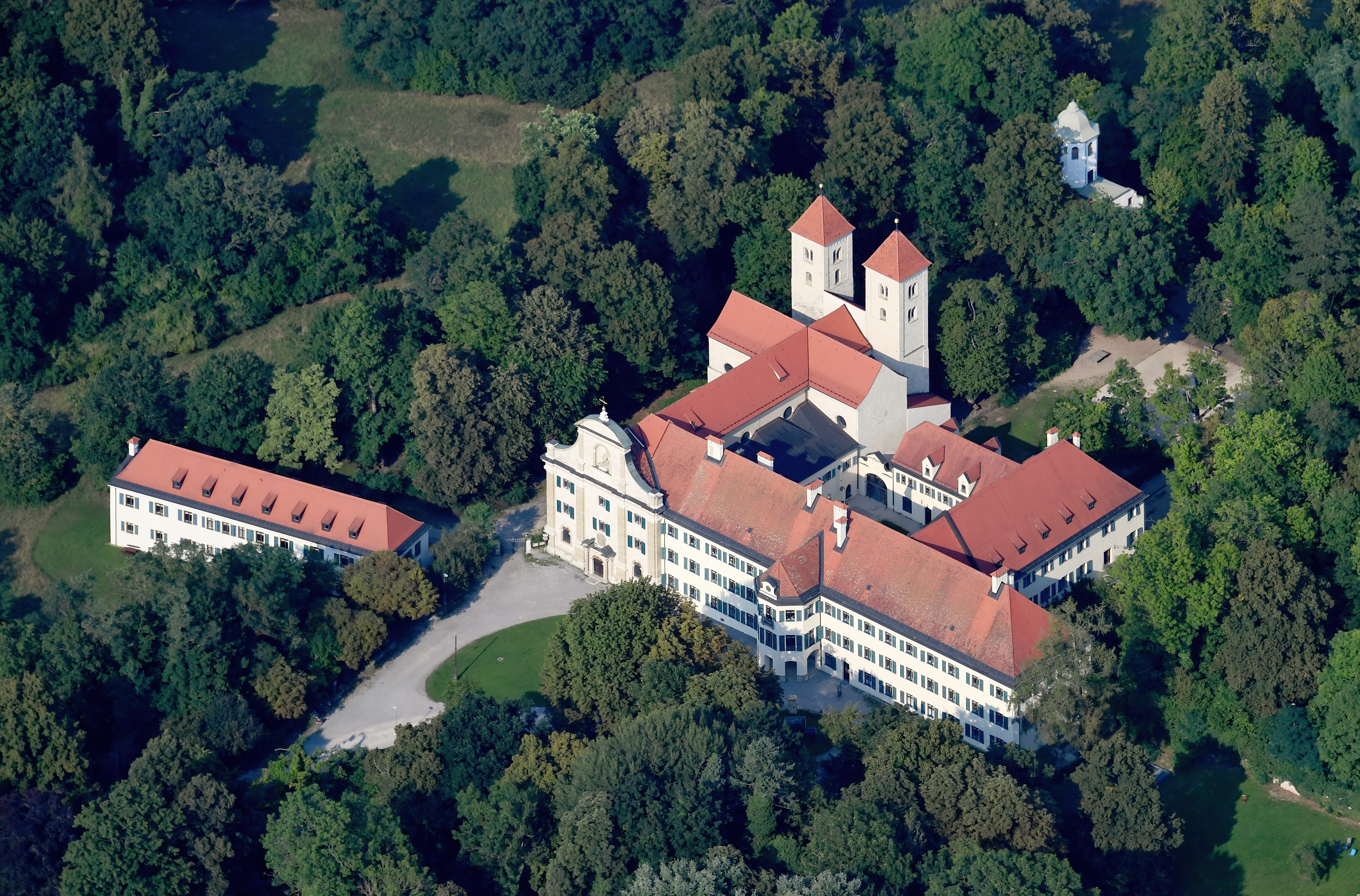
Luftbild des Klosters

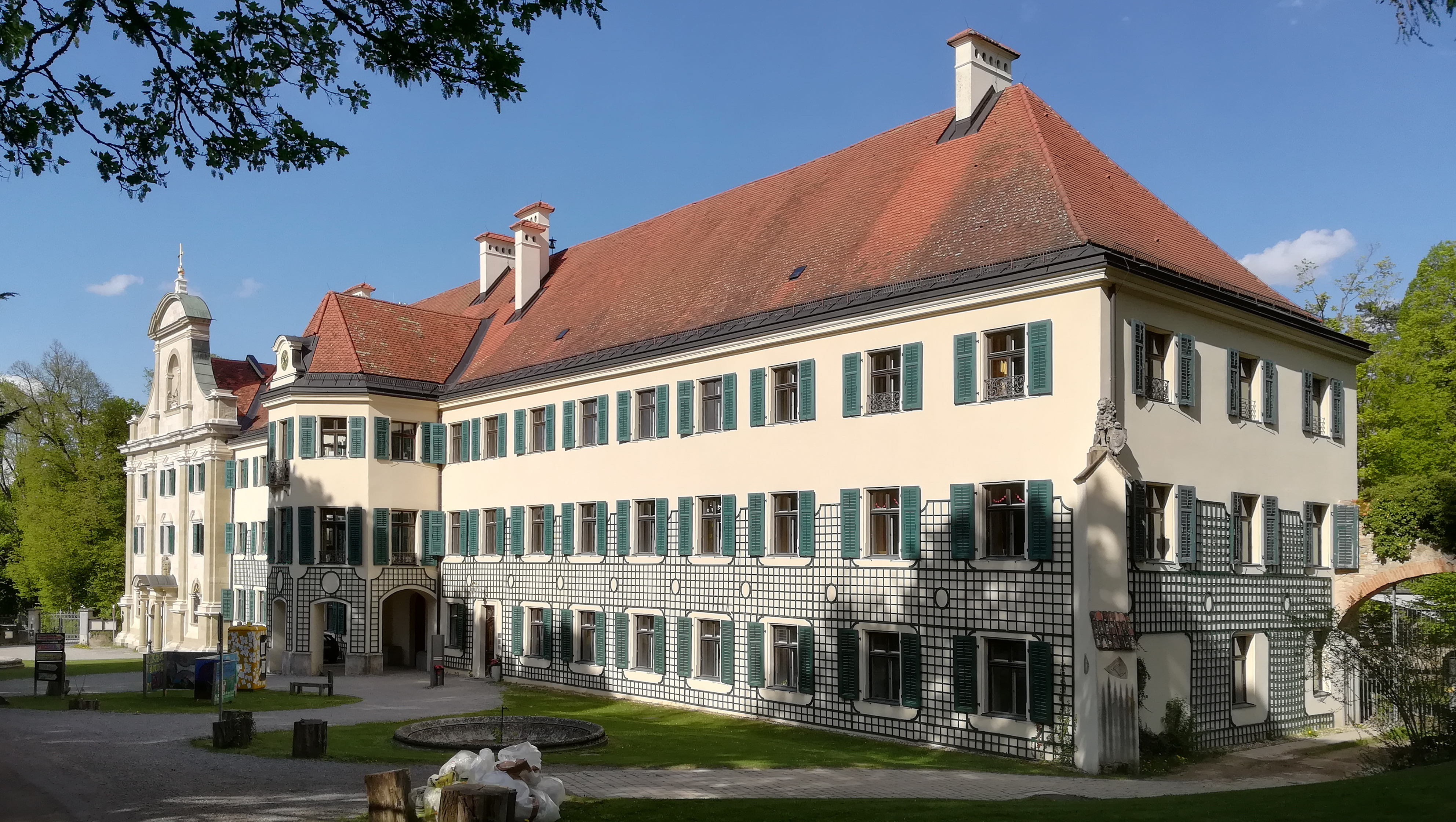
Klosterkirche und Fassade

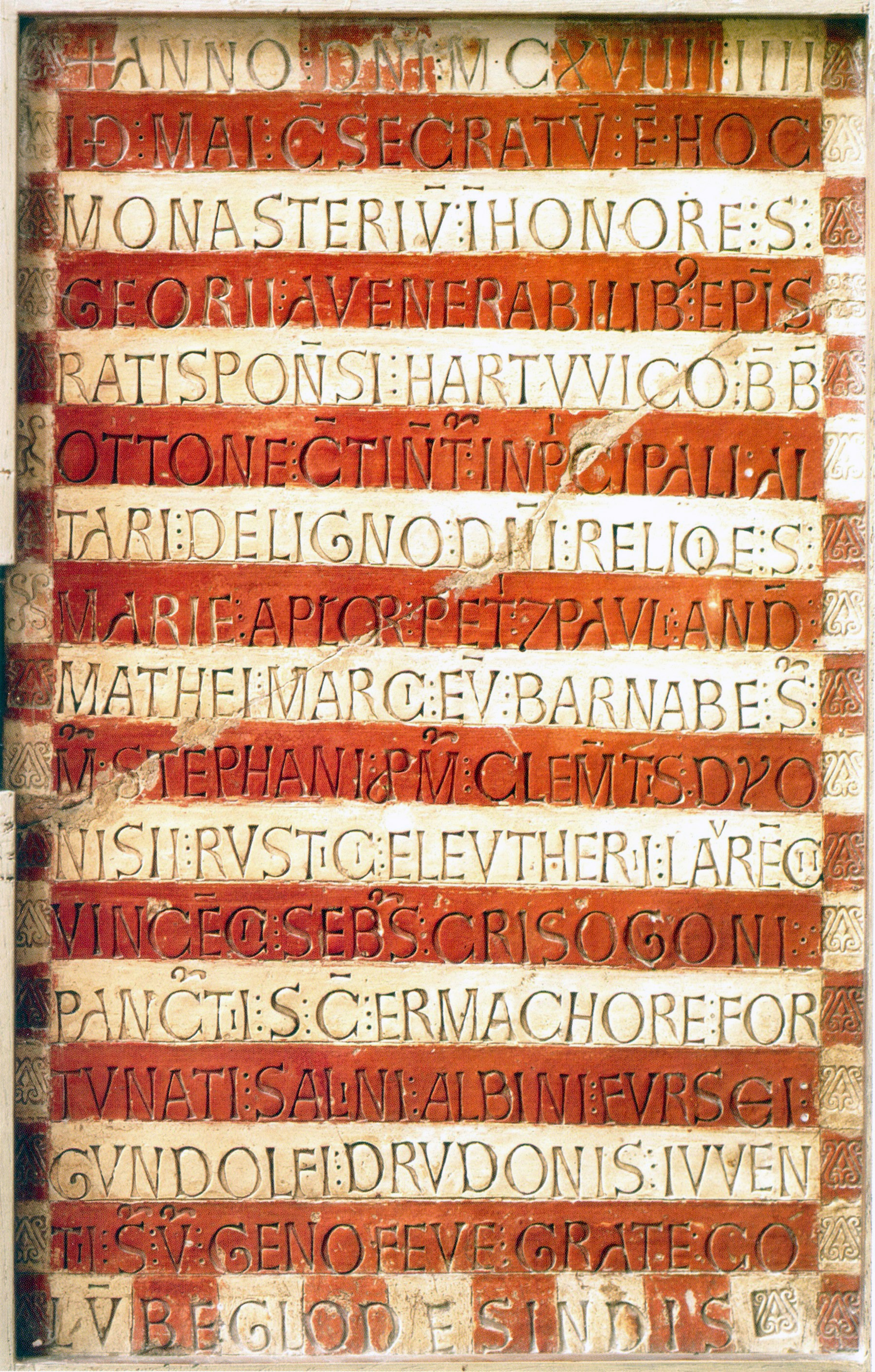
Prüfeninger Weiheinschrift von 1119

Das Kloster Prüfening  ist eine ehemalige Abtei der Benediktiner in Regensburg in Bayern im Bistum Regensburg. Seit der Säkularisation zu Beginn des 19. Jahrhunderts sind die Klostergebäude auch als Schloss Prüfening bekannt, namengebend für die Prüfeninger Schlossstraße. Die Klosterkirche beherbergt u. a. das (1283 entstandene) frühgotische Erminold-Grabmal, die Prüfeninger Weiheinschrift, ein einzigartiges Dokument mittelalterlicher Typographie, sowie im Originalzustand erhaltene romanische Fresken. Die Anlage ist unter der Aktennummer D-3-62-000-936 als Baudenkmal verzeichnet. „Archäologische Befunde des Mittelalters und der frühen Neuzeit im Bereich des ehem. Schlosses und vormaligen Benediktinerklosters Prüfening in Regensburg“ werden zudem als Bodendenkmal unter der Aktennummer D-3-6938-1003 geführt.

## Geschichte
Das Kloster liegt am westlichen Stadtrand von Regensburg und wurde 1109 vom Bamberger Bischof Otto I. als Benediktinerabtei gegründet. Die Kirche St. Georg wurde ausweislich der Prüfeninger Weiheinschrift 1119 geweiht. Besiedelt wurde das Kloster unter der Leitung des späteren ersten Abtes Erminold von Mönchen aus Hirsau. Geweiht wurde die Klosterkirche gemeinsam von dem Regensburger Bischof Hartwig und dem Bamberger Bischof Otto am 12. Mai 1119. Die Klosterbibliothek war bereits im 12. Jahrhundert umfangreich, nach einem in der Bayerischen Staatsbibliothek erhaltenen Verzeichnis wies sie etwa 300 Werke verschiedener Autoren und verschiedener Richtungen auf. Sowohl liturgische Schriften als auch Schulbücher waren für das Studium der Mönche vorhanden. Im 12. Jahrhundert wurden aus Prüfening die Klöster in Banz und Münchsmünster besiedelt. Für Asbach, Biburg, Göttweig und Georgenberg sind Äbte verzeichnet, die aus Prüfening kamen.
Zwischen 1189 und 1803 hielt das Kloster das Überfuhrrecht über die Donau. Die Abgaben der Donaufergen waren eine der wichtigsten Einnahmequellen des Klosters.
Im Dreißigjährigen Krieg wurde das Kloster im Verlauf der Kämpfe um Regensburg (1632–1634) vom bayerischen Kurfürsten Maximilian I. und seinen Offizieren als Quartier benutzt.
Da das Kloster auch Himmelskunde betrieb, wurde um 1700 im Konventgarten auf mittelalterlichen Fundamenten ein astronomischer Turm errichtet. Im späten 18. Jahrhundert wurde er allerdings umgebaut.
Das Kloster wurde 1803 im Zuge der Säkularisation aufgelöst. Die Klostergebäude wurden verkauft und gelangte zuerst in den Besitz des Thurn und Taxischen Generalpostdirektors Alexander Freiherr von Vrints-Berberich und seiner Gemahlin Henriette. Nach dem Tod des kinderlosen Vrints-Berberich gelangte das Schloss-Gut 1843 an seinen Ziehsohn François Ghislaine Freiherr van Zuylen van Nyevelt. Dieser schuf aus dem Komplex ein Fideikommiss. Nachdem dieses kurz vor der Insolvenz stand, gelangte es 1899 in den Besitz der Familie Thurn und Taxis. Die Fürsten nutzten das Schloss als Sommersitz für die Familie. 
Ab 1952 bewohnte Pater Emmeram von Thurn und Taxis (1902–1994) das Kloster Prüfening. Sein Wunsch, dort wieder ein Benediktinerkloster zu etablieren und das Klosterleben wieder zu beleben, erfüllte sich nicht. In den Räumlichkeiten wurde in den 1950er-Jahren das Liturgiewissenschaftliche Institut Regensburg-Prüfening gegründet. In den letzten rund 30 Jahren seines Lebens lebte Pater Emmeram abgeschieden allein in dem Kloster. Einzelne Räume stellte er einheimischen Jugendgruppen als Treffpunkt und armen Menschen als Wohnstatt zur Verfügung. Kunstinteressierte Besucher führte er selbst durch die Klosterkirche.
Seit 2002 beherbergen die Klostergebäude eine Montessori-Grund- und Hauptschule.
Im Jahr 2011 wurden die vorhandenen Gebäude der ehemaligen Orangerie saniert und so umgestaltet, dass die Gebäude als Kinderkrippe und Kindergarten genutzt werden können. Über die Frage der Entstehung der Orangerie gibt es eine Diskussion, bei der es um die Frage geht, ob die Orangerie erst nach 1800, nach der Säkularisation in Bayern entstanden ist, oder ob ein barocker Vorgängerbau existiert hat.

## Bilder der romanischen Fresken

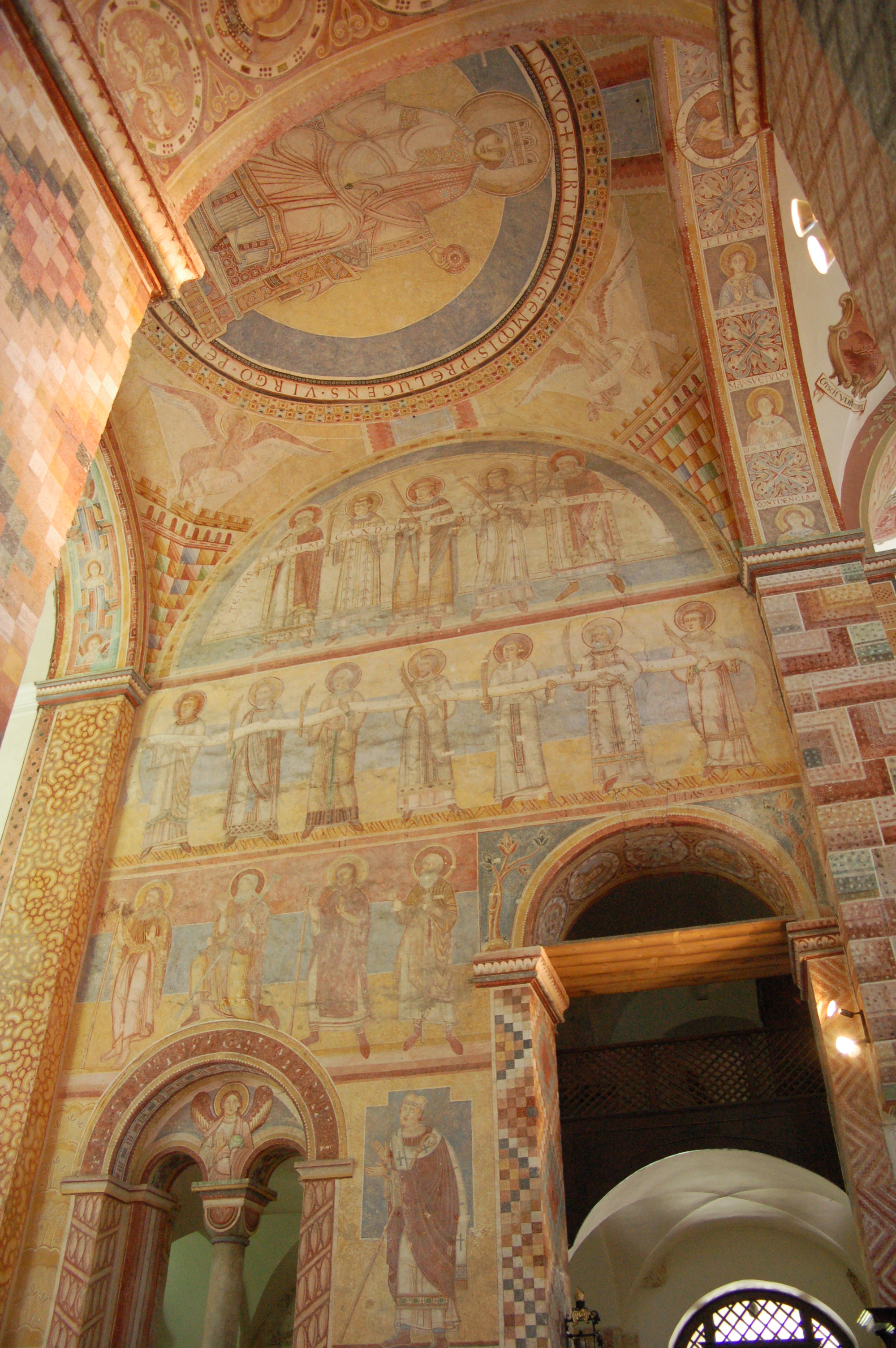
Romanische Wandmalereien im ehemaligen Kloster Prüfening in Regensburg. Otto von Bamberg ist unten in der Mitte zu sehen.
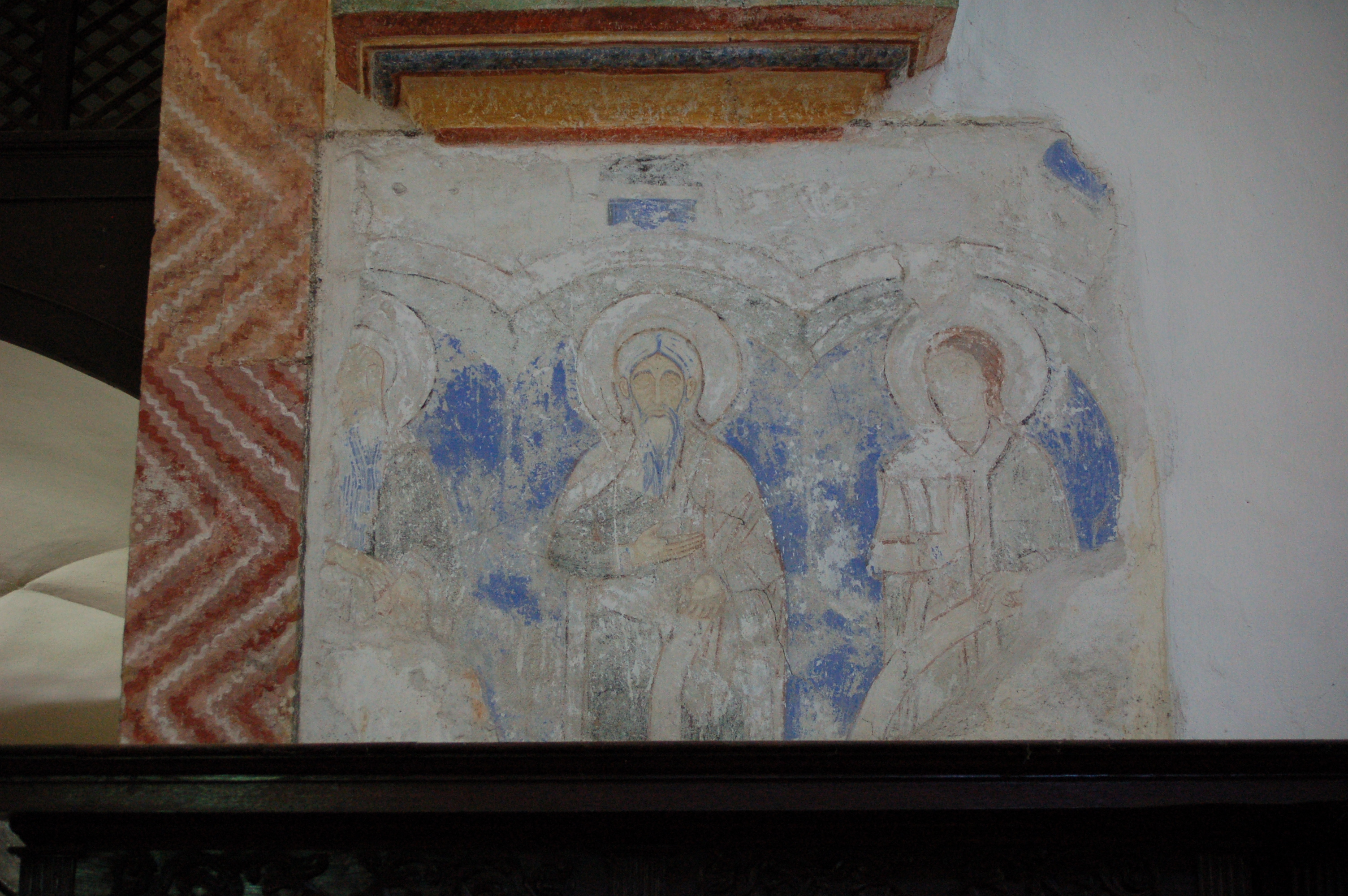
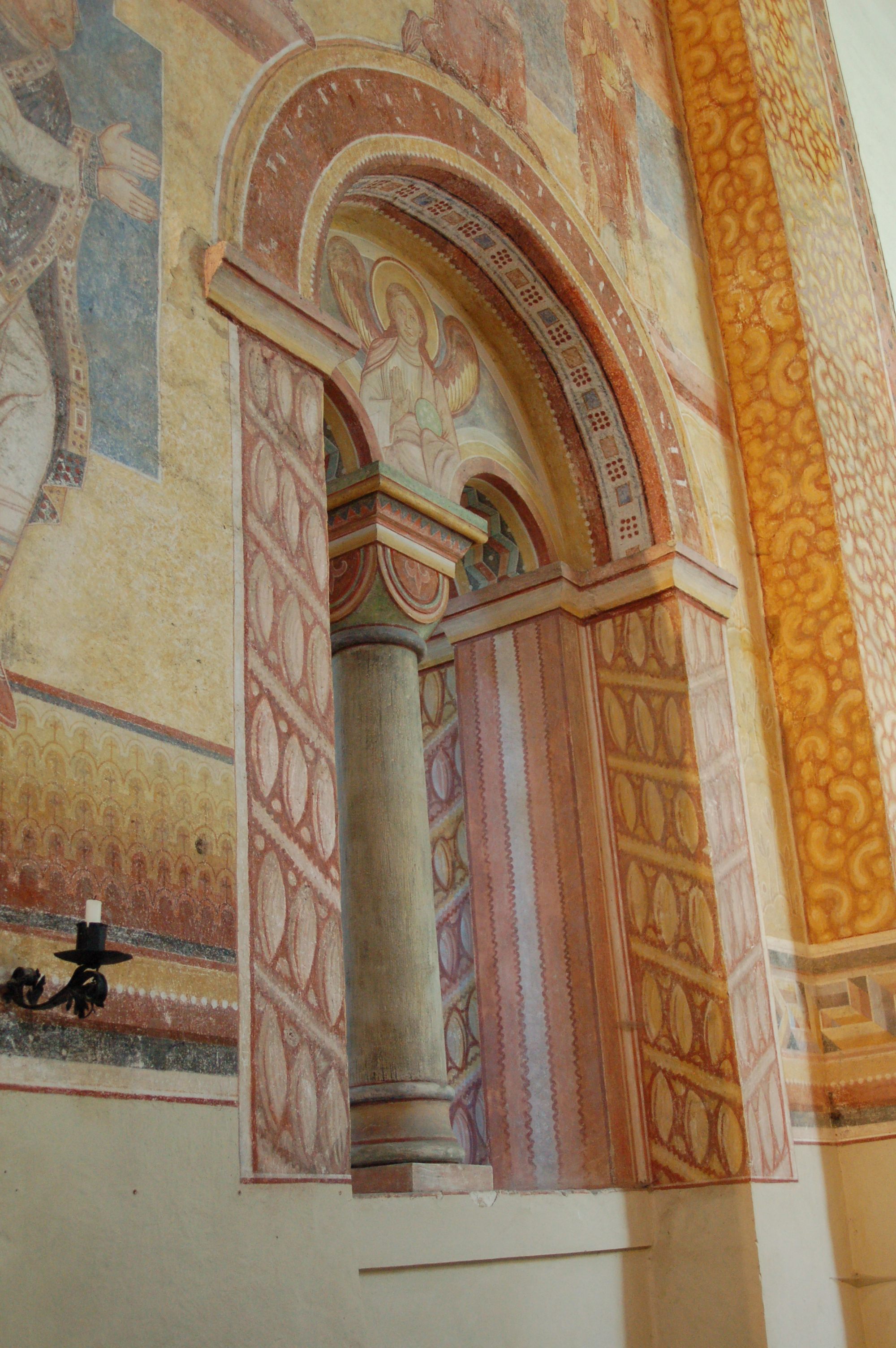
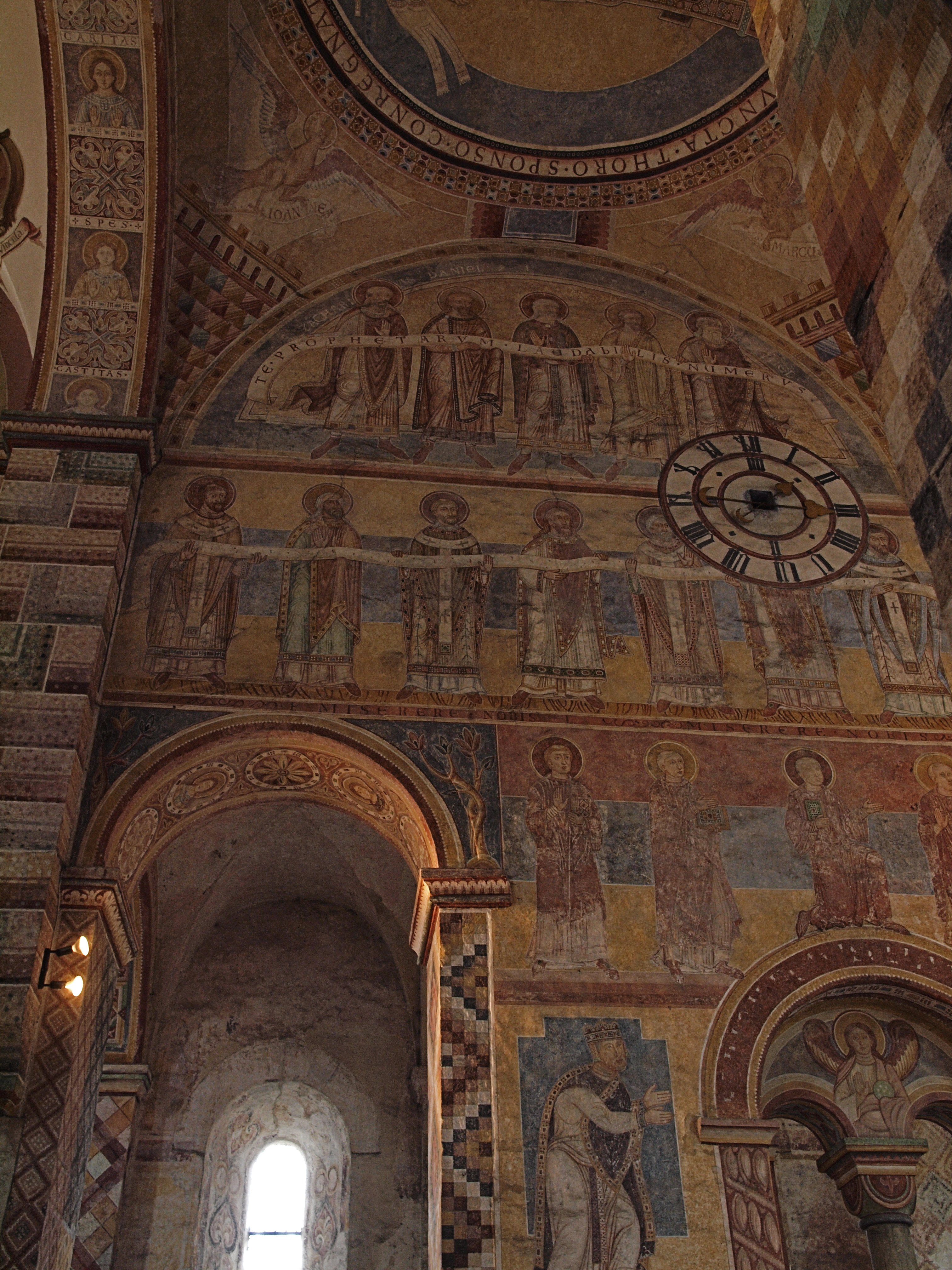

## Äbte des Klosters (Auswahl)
- Erminold, 1114–1121, ermordet

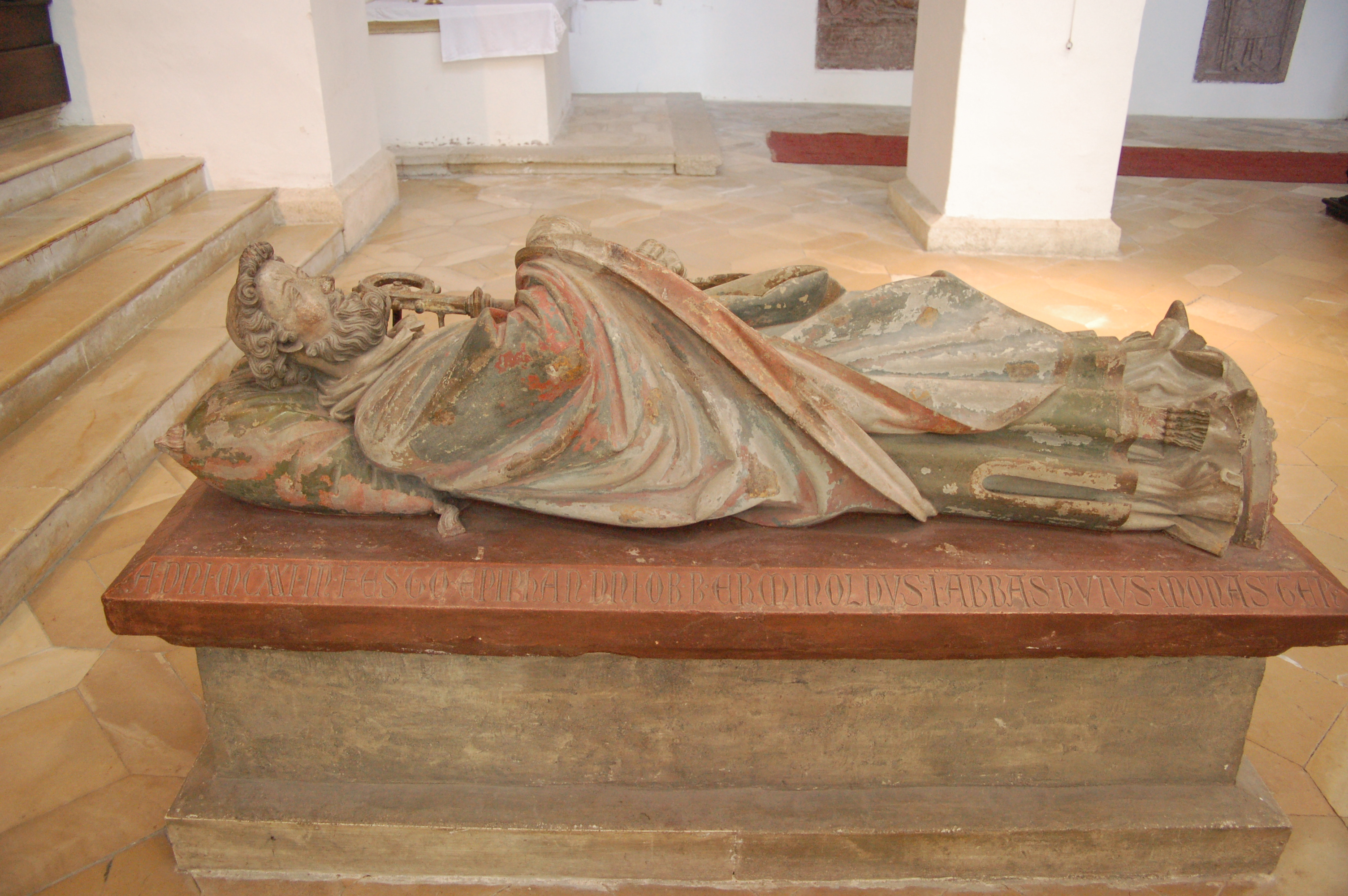
Hochgrab des Abtes Erminold

- Erbo, 1121–1162: Blüte der theologischen und monastischen Schriftstellerei in Kloster Prüfening
- Godefrid, 1162
- Eberhard, 1162–1168
- Wernher, um 1247
- Conrad von Zant, 1314–1333
- Ulrich Altdorfer, 1336–1349
- Wernher II, 1349–1356
- Ulricus Viehauser, um 1379
- Albrecht Glück, 1414–1432: Einführung der Kastler Reform
- Georg Garhammer (auch gelegentlich als Grahamer, Garhamer oder Garhaimer geschrieben), 1436–1458: 1445 von Herzog Albrecht zum Rücktritt gezwungen; 1446 von den Mönchen des Klosters erneut zum Abt gewählt; Neubau der Klostergebäude; gest. 1458, begraben in Kloster Prüfening (Sohn von Johannes Garhammer. Adliger Lehensherr von Schloss und Hofmark Hemau-Lauffenthal)
- Johann Grasser, 1482–1490: 1488 bau des St. Anna Kirchleins auf dem Grund seines Elternhauses in Großprüfening
- Georg Eggl, 1490
- Maurus von Trauner, zugleich Abt von Kloster Frauenzell
- Ulrich Schöndel, 1529–1554
- Georg Kaiser, 1582–1606
- Johann Stadler, 1606–1619
- Lucas Budin, 1619–1631
- Andrä Pichler, 1631–1634 starb in schwedischer Gefangenschaft
- Placidus Bacheder, 1634–1653
- Romanus I. Schneidt, 1653–1677: Erneuerung des Klosters nach den Wirren der Reformation und des Dreißigjährigen Krieges
- Dinoys Jerg, 1677–1683
- Bernhard Degl, 1683–1693
- Otto Kraft, 1693–1729: barocke Neuausstattung der Klosterkirche
- Romanus II. Kieser, 1729–1756
- Petrus Gerl, 1756–1781: Abtpräsides der Bayerischen Benediktinerkongregation
- Martin Pronath, 1781–1790
- Rupert Kornmann, 1790–1803 (letzter Abt des Klosters)

## Bedeutende und bekannte Mönche
- Wolfger von Prüfening (gest. nach 1173)
- Marianus Königsperger (~1708–1769), Komponist und Organist
- Pater Emmeram von Thurn und Taxis (1902–1994)

## Weitere Gebäude auf dem Klostergelände

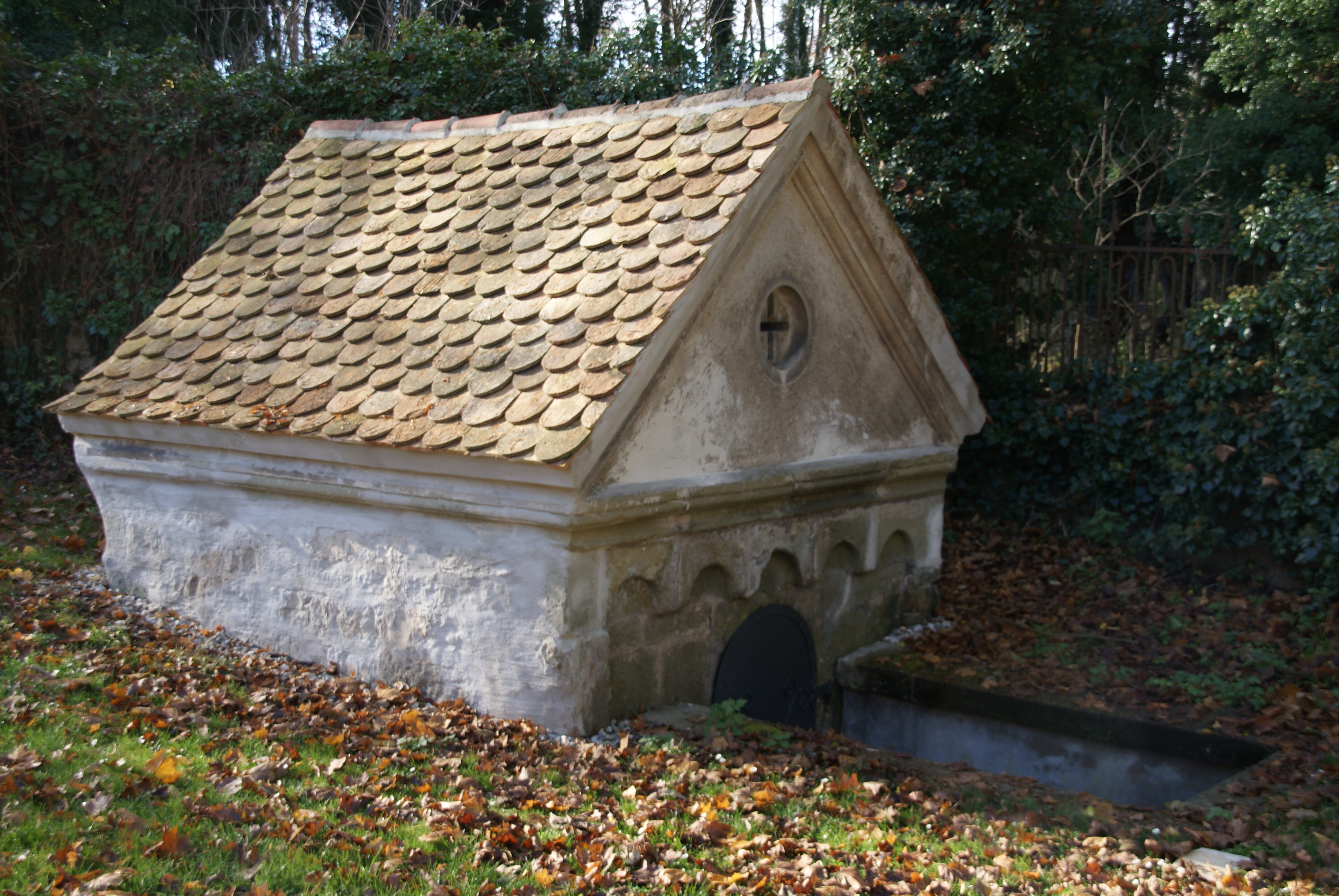
Romanisches Brunnhaus

### Brunnhaus
Das romanische Brunnhaus ist Teil der früheren Wasserversorgung des Klosters. Die in diesem Haus gefasste Quelle liefert bis auf den heutigen Tag Wasser.

### St.-Georg-Kirche

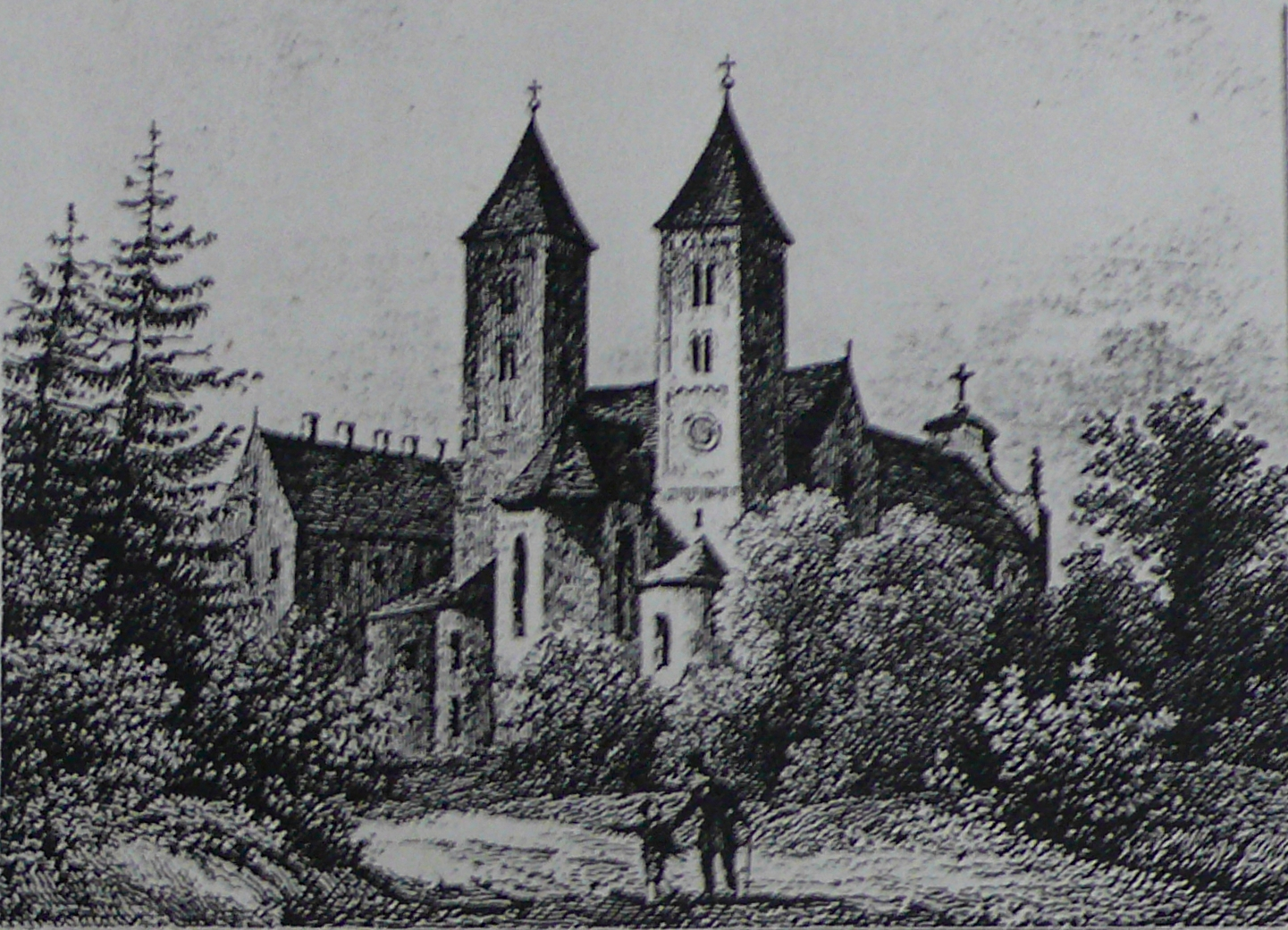
St.-Georg-Kirche

Die 1125 fertiggestellte Klosterkirche St. Georg ist der erste größere Kirchenbau der so genannten Hirsauer Schule in Bayern. Die Kirche ist eine romanische dreischiffige Pfeilerbasilika mit dem Querschiff auf der Ostseite. Die romanischen Wandmalereien sind noch gut erhalten. Erminold, der erste Abt des Klosters, soll wegen seiner großen Strenge von seinem Bruder erschlagen worden sein. Das ihm zu Ehren vom Regensburger Bischof Heinrich II. 1283 errichtete Hochgrab wurde von einem der bedeutendsten Regensburger Bildhauer errichtet, der, da namentlich nicht bekannt, nach seinem Werk von der Kunstgeschichte Erminoldmeister genannt wurde und von dessen Hand auch die Verkündigungsgruppe im Dom stammt. Die ehemalige Klosterkirche wird als Neben-Pfarrkirche der katholischen Pfarrgemeinde St. Bonifaz – St. Georg genutzt.

### St.-Andreas-Kirche

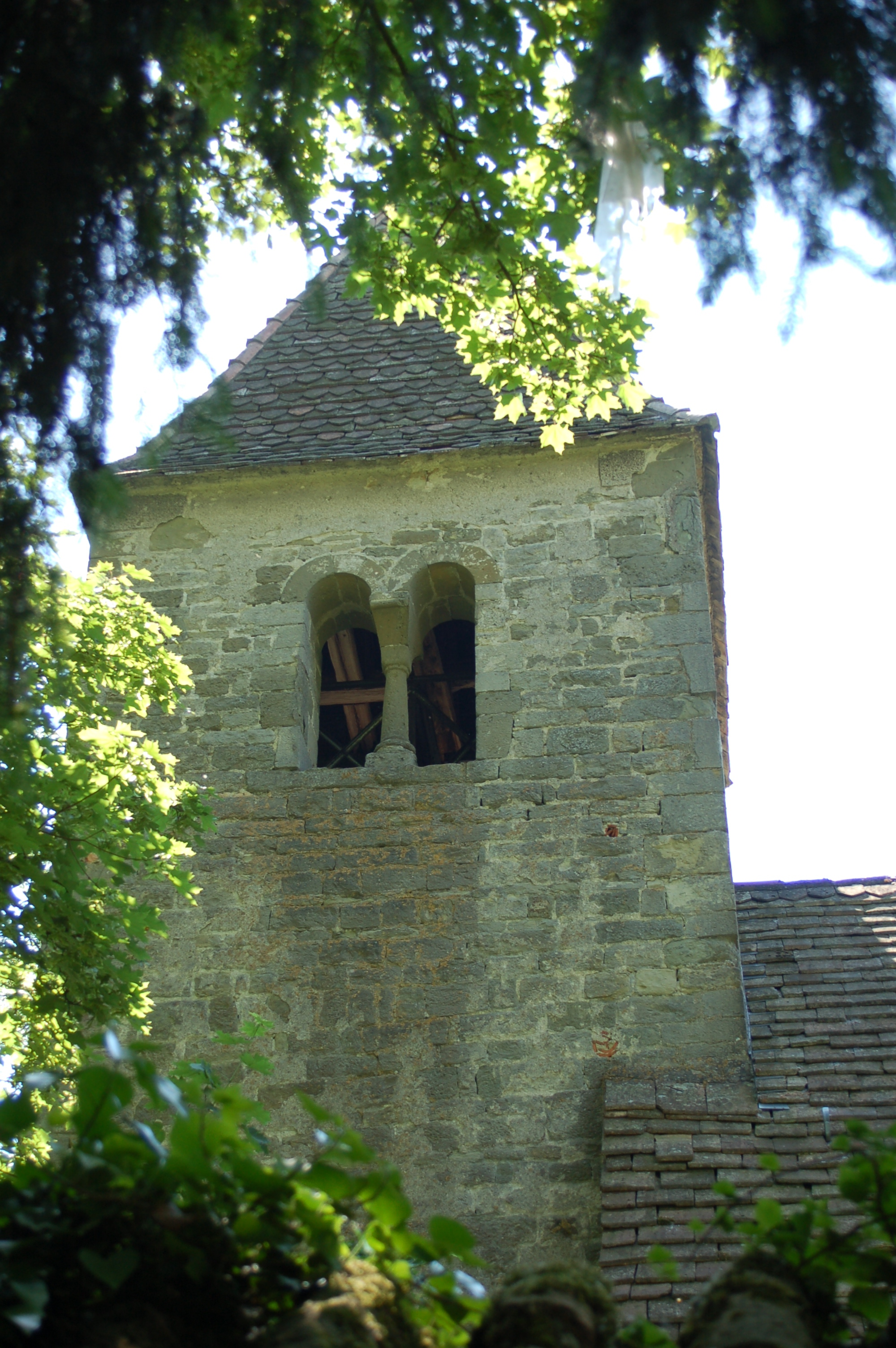
St.-Andreas-Kirche

Die romanische Kirche St. Andreas steht westlich vom Hauptgebäude in einem i. d. R. nicht zugänglichen Teil des Klostergeländes und ist nur sonntags von 14 bis 16 Uhr geöffnet (von April bis Oktober). Sie wurde 1125 geweiht und ist ein einschiffiger Bau mit einem Chorturm. Die Kirche diente den Dienstleuten des Klosters und den im Pfründnerhaus untergebrachten Armen als Pfarrkirche und wurde 1803 profaniert.

## Stadtpalais

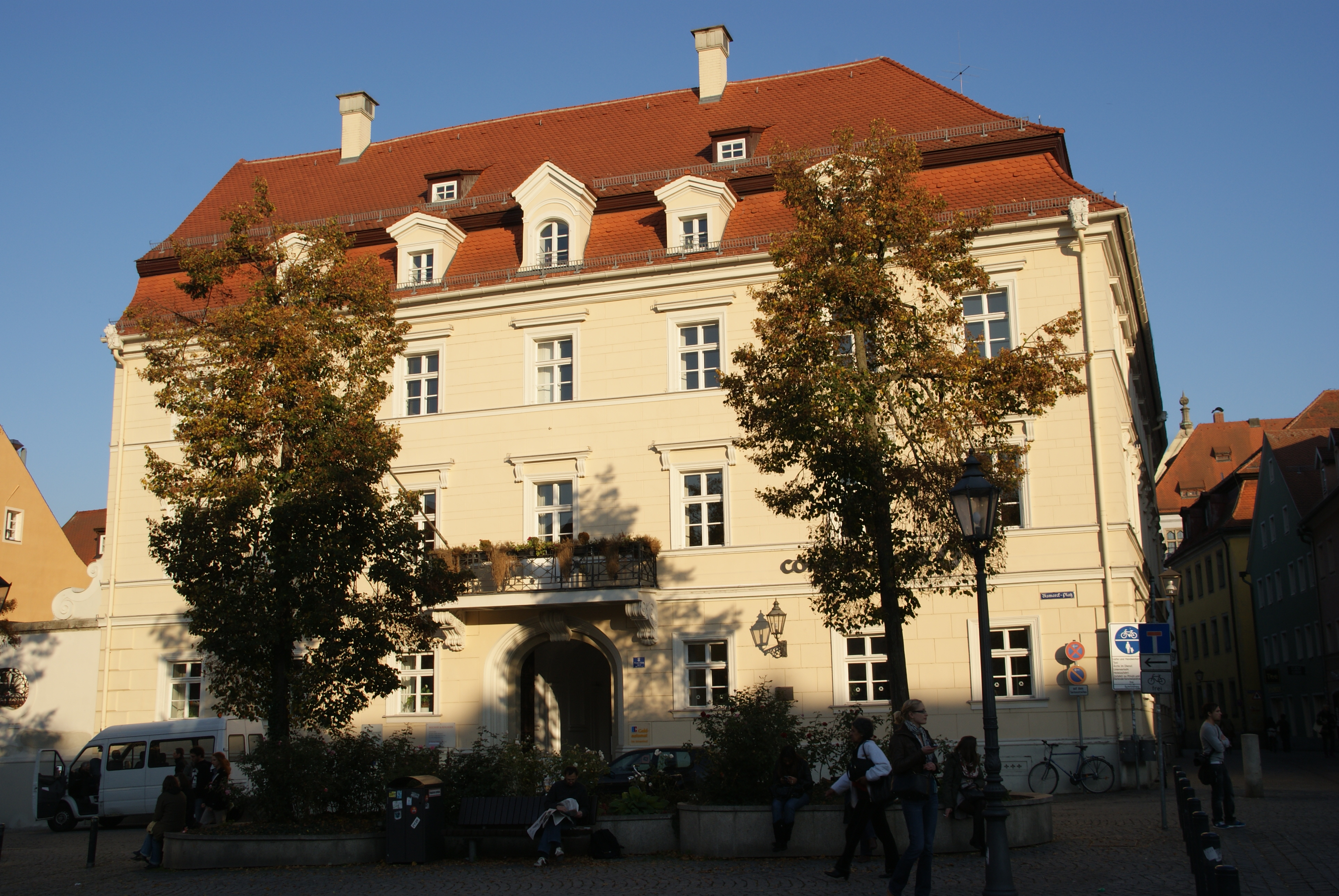
Stadtpalais des Klosters am Bismarckplatz in Regensburg

Wohlstand und Einfluss des Klosters im 18. Jahrhundert repräsentiert das 1701 errichtete Stadtpalais am Bismarckplatz in Regensburg, das im 19. Jahrhundert als „Erbprinzenpalais“ der Fürsten von Thurn und Taxis diente.